# 伍克振
伍克振（1950年8月30日—1991年7月12日），字益君，出生於台北空軍醫院（今三軍總醫院松山分院），祖籍廣東臺山，為空軍世家，父親伍卓駟是二次大戰投筆從戎進入空軍航校十四期，戰後隨中華民國政府遷到台灣。1991年7月12日表定例行飛測項目中駕駛F-CK-1A 10002原型機，進行低空高速試飛時不幸失事墜海殉職，享年41歲，事故後由上校官階追贈晉升為中華民國空軍少將。

## 生平
伍克振將軍從小就立志當飛將軍，就讀省立台中二中一年後毅然投考中華民國空軍幼年學校，從空軍幼年學校15期以優異成績畢業後進入中華民國空軍軍官學校54期畢業，畢業前曾參與美國空軍官校的學生交換。畢業下部隊後歷任飛行官、訓練官、作戰官及分隊長等職，為中華民國一頂尖之空軍飛行員，1977年列名中華民國空軍英雄榜表現優異。適逢政府推動鷹揚計劃自製新一代戰機，遂轉入航發中心與吳康明將軍一同成為F-CK-1戰機試飛員。
1986年赴美接受進一步飛行訓練與技巧。爾後並兩度赴美飛行與經國號戰機相同之線傳飛控戰機，對F-CK-1戰機爾後試飛成功貢獻至鉅，也是F-CK-1戰機首位試飛9G成功的試飛員。1991年7月12日，於表定例行飛測項目中試飛IDF二號原型機時不幸發生意外罹難，殉職後追授晉陞為中華民國空軍少將。
伍克振生前曾留下「我來到了空軍清泉崗基地，以8個月的時間完成了F-104G基礎及作戰訓練，真正成了中華民國空軍第一線的戰鬥機飛行員。我接受了國家將近9年的培養，才終於成為一個能執干戈以衛社稷的軍人，而今而後，我將付出我的一切，來報效我的國家，完成幼時的心願」字句，他也真的做到了。

## 意外原因
1991年，F-CK-1戰機歷經多次試飛，航發工程師發現F-CK-1戰機在高速飛行時會產生不規則的「豚躍」現象。為了找出此項潛在危安因素，在同年7月12日，伍克振駕駛編號78-0002 F-CK-1原型機，搭載觀測儀器的F-5F戰機（編號5386），由謝志勇、陳顯信兩位試飛官駕駛，擔任此次試飛的隨伴機。下午一點三十八分，在F-5F戰機伴飛下，10002機自清泉崗基地起飛，隨即爬升至8,000呎高空進行第一個試飛科目「3-2-1-1飛行品質驗證」，以每秒搖動駕駛桿3次、2次、1次、1次的動作來測試驗證，下午一點四十九分，完成驗證科目的10002機以30度俯衝角姿態並開啟後燃器，進行這批飛行的主要任務—低空高速安定性試飛0.8…0.9…1.0…在第一次的穿音速過程中，飛機姿態皆在穩定狀態， 10002機順利加速至1.11馬赫，在約5,000呎的高度以通過四個檢查點的方式持續飛行。完成第四點測試後，10002機的速度已降到1.05馬赫，伍克振隨即將油門收回，同時爬升持續減速。

## 事故經過
下午一點五十二分，爬升至5100呎的10002機速度已降到了1馬赫，此時右側襟翼與右水平尾翼開始抖動，狀況出現了！隨著飛機爬升的高度越來越高，襟翼與尾翼抖動的幅度也跟著增大，隨後水平尾翼竟斷裂脫落！此時伍克振突然大喊「我要減速！」無線電隨即中斷，航發中心地面管制室（Tiger Room）裡的人員立刻呼叫，但毫無回音。從機上測試儀電回傳的資訊顯示，在水平尾翼脫落之時飛機已經停止爬升，改以5度俯衝角左滾的姿態向海面衝去。此時在高空中盤旋的F-5F隨伴機見狀不對，以無線電呼叫伍克振立刻跳傘，但伍克振為爭取更多的試飛數據，不願立刻彈射逃生，且如果跳傘，飛機必定會墜毀在台中市區，造成無辜民眾的傷亡。於是伍克振向右壓桿，希望能改正飛機姿態。

下午一點五十三分零一秒，10002機的速度已降至552浬，但仍以左傾姿態持續往下俯衝，飛機已處於失控狀態，而此時下降率已達到驚人的一分鐘兩萬呎！飛機的尾管冒出白煙，引擎與液壓系統分別失效，伍克振立刻啟動輔助動力系統（IPU）並持續向右壓桿，在最後一刻仍試圖挽救失控的10002機。

控制室人員察覺事態嚴重，再度呼叫伍克振「立刻跳傘！」三秒後，伍克振拉動了彈射手柄跳傘逃生，隨後10002機如脫韁野馬般直衝入海面，濺起一陣龐大的水花。由於彈射時空速過大，造成降落傘張開時傘繩甩出，擊中了伍克振的身體，同時不規則纏繞勒住了他的脖子，讓他當場窒息！隨伴機上的飛行員見到有個小黑點從座艙內彈出，立刻呼叫地面管制室，於是在航發中心停機坪待命的S-70C直升機立刻起飛，前往失事海域救援伍克振。

在失事海域恰巧有一艘海關的潯星號緝私艦路過，放下小艇將伍克振救至船上急救，隨後趕來的S-70C直升機將伍克振吊掛上機，以最快速度飛往台中榮總。但當時榮總不能讓直升機降落，於是飛行員又調轉機頭飛回清泉崗機場，同時呼叫地面救護車備便。S-70C一觸地，救護人員立刻衝向前將伍克振抬上擔架，火速趕往榮總急救。

正當伍克振被送往榮總急救的同時，試飛組飛行員陳康定、航醫江寧驅車前往水湳廠區通知伍克振的妻子鄭慧菱。當他們一走進行政組辦公室，鄭慧菱看見航醫直覺大事不妙，急切地問到底發生什麼事？陳康定才小聲說出「老伍出事了，住進了榮總」。

當時鄭慧菱心想，「IDF是很優秀的飛機，機上設備都很安全，先前伍克振已經試飛了一百多架次都沒問題，再加上他曾在F-104部隊時有兩次跳傘成功的經驗，以他的技術與機智，這次必定又能化險為夷」，於是他們三人就開著車前往榮總。

到達榮總急診室，鄭慧菱立刻看到了航發中心主任華錫鈞、副主任王石生神情哀傷的圍在急救室的病床旁。鄭慧菱這才驚覺大事不妙，焦急的衝上前去，只見到病床上伍克振臉上無數的傷痕以及蒼白的身軀，此時淚水從鄭慧菱的眼角緩緩流下，她的雙腳癱軟，在旁的華錫鈞立刻拉住並安慰她的情緒。下午16點10分，經過數小時的搶救仍回天乏術，醫生宣告伍克振不治身亡。此時鄭慧菱已無法按耐住失控的情緒，衝向病床抱住伍克振冰冷的身軀痛哭…

由於經國號是新飛機，在測試時發生重大飛安事故，消息幾乎搶盡了當晚所有的媒體版面。在隔天的失事記者會上，只見航發中心主任華錫鈞神情嚴肅，一一解釋可能的失事原因，在旁的試飛組長吳康明則一度流下男兒淚，畢竟伍克振是他到航發中心任職後，生死與共的好夥伴…

## 後續
數日後，總統府發表公報，追晉伍克振為空軍少將。七月二十五日，在台北市立第二殯儀館舉行的公祭上，鄭慧菱拉著志翔、志恆兩位幼子的雙手，向來憑弔的官員們一一致意。
「贈旗！」在司儀的宣讀下，伍克振的長子伍志翔跪著從航發中心主任華錫鈞手上接過覆棺國旗，而這時伍志恆的心中只想著，那個平常笑臉常開，總是在課業與才藝上鼓勵他的爸爸，已經永遠不會回來了。
後來航發中心委請新加坡的打撈公司將10002機殘骸打撈上岸，以分析了解失事原因，但因為墜海時速度極高，戰機在那瞬間已機件四散，無從尋找，於是航發中心最終放棄持續打撈的想法。而根據回傳的數據，以及一次次風洞的吹試後，工程團隊終於找到了導致顫震現象的原因，以複材取代鋁合金作為水平尾翼的材料，並在後緣襟翼上下各加裝一條橫向擾流板，終於解決了顫震現象，讓經國號戰機能順利進入量產。

## 調查、測試
在航發中心試飛大樓的大門前，矗立著一座伍克振少將的全身銅像，並由總統李登輝親題「浩氣長存」。在每架經國號戰機出廠時，皆會先拖至銅像前讓伍克振少將檢視，也對這位為經國號戰機測試而獻出生命的試飛官致敬。而他生前曾寫下的文句，也成為了他鞠躬盡瘁，用生命完成經國號戰機研發的見證。
F-CK-1原型機果然在剛穿過音速時即呈現劇烈振動，強烈到幾乎讓整架飛機失控及右水平尾翼解體脫落，此時伴飛的F-104戰機上的同袍見狀，都勸他立刻棄機跳傘。但是伍克振為了爭取多一些時間讓伴飛機與機內感測器能順利讀取飛航參數，直到飛機已無可挽救快墜海時才彈射，彈射前在無線電中再說一次「我要減速！」，當時飛機已完全失控呈向左滾轉俯衝疾速墜海態勢。拉動彈射拉柄時飛機高度只剩3,000呎左右，傘繩在空中呈不規則狀拉開時，瞬間猛力地擊中他的身體，當場令伍克振體內的五臟六腑凌空擊碎，加上傘帶勾勒右頸部造成伍克振休克窒息而殉職。當時由海關在附近的潯星號緝私艦搜救上艦，使用直升機轉送到機場再轉送至台中榮民醫院仍舊傷重不治。

## 設計改善
一開始，航發中心工程師以為只是單純的水平尾翼結構出現問題，但在原型機吹過無數次高速風洞後，航發中心工程師在後緣襟副翼上加了一條擾流板（SPOILER）來改善氣體流場產生的共振現象。尾翼使用石墨纖維膠合結構來增強強度。

## 影響
學長吳康明將軍是當時空軍特意重點栽培的未來將領，原本預計離開航發中心去就讀1991年9月的戰爭學院將官班，而將試飛組長一職交由學弟伍克振接棒。但是由於在七月份受到學弟伍克振殉職衝擊下，他毅然決然自願放棄日後得以晉升將領大好前程，反倒默默地繼續從事試飛組長的工作，一直到以上校屆齡退伍為止。然而，在當時空軍總司令幾經波折的為他爭取下，終讓他得享用榮譽的「升退」方式晉升少將。退役後的吳康明現仍以「員工」身份待在航發中心改制後的「國營漢翔公司」繼續擔任首席試飛員職務。

## 紀念

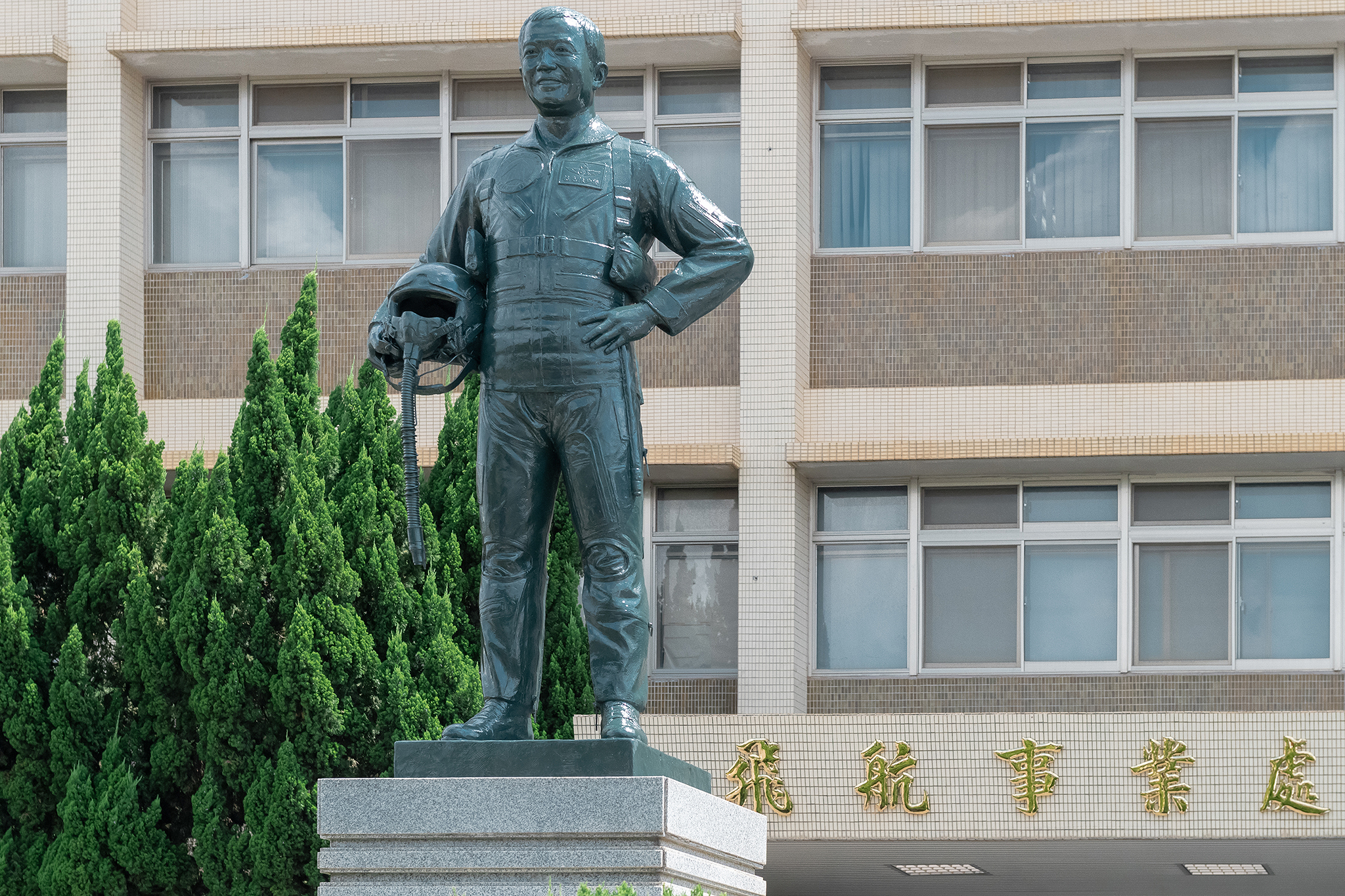
漢翔沙鹿廠區大門前，伍克振將軍銅，攝於2020年6月22日

漢翔臺中市沙鹿區廠區大門豎立一座真人大小的伍克振將軍銅像，在每架F-CK-1戰機出廠前，飛機與所有工作人員均肅立在銅像的跟前，恭請試飛官伍克振少將遺像檢視。

## 外部連結
1. ↑  .   [2019-03-31]. （原始内容存档于2019-06-30）.
2. ↑  .   [2019-06-04]. （原始内容存档于2019-06-04）.